# Олена Палеологіна
Олена Палеологіна (грец. Ἑλένη Παλαιολογίνα, 23 квітня 1442 — бл. 1469) була дочкою і єдиною дитиною Дмитра Палеолога, деспота Мореї, брата останнього візантійського імператора Костянтина XI Палеолога. Її матір'ю була Феодора Асеніна з родини Асен, сім'ї, яка колись правила Болгарією. Відома своєю красою, султан Мехмед II, який завоював Константинополь в 1453 році, планував взяти її в свій гарем після завоювання Мореї в 1460 році, але незабаром відмовився від цього, незважаючи на те, що забезпечив Олену і її сім'ю, можливо через страх будучи отруєним нею. Замість того, щоб увійти в гарем султана, Олена отримала пенсію і великі маєтки в Адріанополі, де вона жила до своєї смерті з невідомих причин c. 1469 р всього близько 27 років.

## Біографія
Олена Палеологіна, яка народилася 23 квітня 1442 р. була дочкою і єдиною дитиною Дмитро Палеолога, деспота Мореї, брата Костянтина XI Палеолога, останнього візантійського імператора. Її матір'ю була Феодора Асеніна, дочка Павла Асена, члена стародавньої сім'ї Асен, яка колись правила Другим Болгарським царством. На момент народження Олени Дмитро був деспотом Месембрії, і не був призначений деспотом Мореї до 1449 року. Свого часу Олена була відома своєю красою і життєрадісністю. У 1455, через два роки після падіння Константинополя, батько Олени Дмитро спробував укласти шлюбний союз з Арагоном і Неаполем, обвінчалася Олену, якій тоді було 13 років, з онуком короля Альфонсо Великодушним. Після того, як султан Мехмеда II, який завоював Константинополь в 1453 році і тепер правил як сюзерен Дмитра і його со-деспота і молодшого брата Фоми, вторгся в Морею в 1458 році, оскільки він не отримав узгодженої данини від двох деспотів, цей шлюб плани зірвалися. Замість Альфонсо Мехмед оголосив, що одружується з Оленою! З 1459 по 1460 роки Дмитро і Фома вели громадянську війну за контроль над морем, яка закінчилася тільки втручанням Мехмеда II і приєднанням обох їх територій до Османської імперії. У той час як Фома втік у вигнання, Дмитро без бою здався османам в Містрі. Оскільки він побоювався відплати султана, Олена і її мати Теодор вже були відправлені в безпечне місце в Монемвасії. 31 травня Мехмед II прибув за межі Містри і зустрівся з наляканим Дмитром, вимагаючи, щоб Дмитро відкликав Феодору і Олену з Монемвасії і поступився їх султану, щоб вони могли супроводжувати його в Адріанополь. Султан, ймовірно, принаймні спочатку, мав намір, щоб Олена, якій зараз 18 років, увійшла в його гарем і доручила їй та її матері опікати деяких євнухів зі свого оточення. За словами візантійського історика Теодора Спандоунса, Мехмед ніколи не був одружений з Оленою: Деспот Дмитро, що правив в Містри, схоже, дозволив султану завоювати Пелопоннес, тому що Мехмед пообіцяв взяти його дочку в дружини. Вона була його єдиною дитиною і спадкоємицею всього, що у нього було. Мехмед, однак, більше не хотів одружитися з дочкою Дмитра; і вона померла незайманою в Адріанополі. Причина, по якій Олена ніколи не входила до гарему султана, невідома, але можливо, що Мехмед II побоювався, що дівчина спробує його отруїти. Замість цього султан надав Олені пенсію і великий маєток в Адріанополі, хоча їй було заборонено виходити заміж. Вона померла з невідомої причини c. У 1469 році їй було всього близько 27 років, і обидва її батька, настільки уражені горем, що пішли в монастир, померли в наступному році.